# 下杰维茨克农村居民点
下杰维茨克农村居民点（俄语：Нижнедевицкое сельское поселение）是俄罗斯联邦沃罗涅日州下杰维茨克区所属的一个农村居民点。其下辖有3个居民点，行政中心为下杰维茨克。据2016年统计，该农村居民点的人口为5656人。